# Neobrachypterus nigropiceus
Neobrachypterus nigropiceus är en skalbaggsart som först beskrevs av Antoine Henri Grouvelle 1905.  Neobrachypterus nigropiceus ingår i släktet Neobrachypterus och familjen kullerglansbaggar. Inga underarter finns listade i Catalogue of Life.